# ララ サンシャイン
「ララ サンシャイン」は、1996年6月10日に森高千里が発表した楽曲。及び29枚目のシングル。CDコードはEPDA-29。
2008年4月16日には、初回限定盤（DVD付）と通常盤の2種類の12cmシングルで再発売された。CDコードは、EPCE-5550/1、EPCE-5552。花王「ブローネ」コマーシャルソング。
同曲で森高は『第47回NHK紅白歌合戦』に出場した。

## 収録曲
1. ララ サンシャイン
  - 作詞：森高千里／作曲：伊秩弘将／ストリングスアレンジ：高橋諭一
2. むかしの人は…
  - 作詞・作曲：森高千里／ストリングスアレンジ：高橋諭一
3. ララ サンシャイン（オリジナル・カラオケ）

## 演奏

### ララ サンシャイン
- 森高千里 ドラムス、コーラス
- 高橋諭一 ギター、キーボード
- 橋本慎  アコースティックピアノ
- 瀬戸由紀男 ギター、ベース

### むかしの人は…
- 森高千里 ドラムス
- 高橋諭一 キーボード
- 橋本慎  エレクトリックピアノ
- 瀬戸由紀男 ギター

## エピソード
アルバム『TAIYO』にはオリジナルと共に「ララ サンシャインPart2」の副題を付けた「夏はパラレイロン」が収録されている。Part2というサブタイトルが付けられているが、楽曲として先に完成していたのは「夏はパラレイロン」であった。これは、フジテレビ系『めざましテレビ』からテーマソングに森高を起用したいという依頼があったため、詞のテーマを「夏」→「朝」に変えた新たなものにし、さらに一部メロディも差し換えて完成したのが「ララ サンシャイン」で、先に後から完成した同曲が発表されたこともあり、上記のサブタイトルが付けられることになる。なお「ララ サンシャイン」は、1996年4月から1997年3月の間タイアップされ、その間に森高自身も数回VTRで『めざましテレビ』に出演している。また、「夏はパラレイロン」も当時ニッポン放送で放送されていた「森高千里 STEP BY STEP」内の『パラレイロン普及計画』でタイアップされた。

## 収録アルバム
- TAIYO
- ザ・シングルス
- UHQCD THE FIRST BEST SELECTION '93〜'99